# Selenicereus guatemalensis
Selenicereus guatemalensis (sin. Hylocereus guatemalensis), biljna vrsta iz porodice kaktusa. Autohton je u Gvatemali. Nekada uključivan u rod Hylocereus, a od 2017 u rod Selenicereus

## Uzgoj
- Preporučena temperatura:   Noć: 10-12°C
- Tolerancija hladnoće:  najviše do -1°C
- Minimalna temperatura:  12°C
- Tolerancija vručine: ne podnosi direktno sunce
- Izloženost suncu:  mora biti u sjeni

## Sinonimi
- Cereus trigonus var. guatemalensis Eichlam ex Weing.
- Hylocereus guatemalensis (Eichlam ex Weing.) Britton & Rose